# Szala (Rosja)
Szala – osiedle typu miejskiego w Rosji, w obwodzie swierdłowskim. W 2010 roku liczyło 6433 mieszkańców.